# 電脳天使
電脳天使（でんのうてんし、デジタルアンジュ〈Digital Ange〉）は、テクノポリス（徳間書店）に連載されていた、古雅ちはや原作、まみやなつき作画の漫画作品、およびこれを原作として徳間書店インターメディアによって制作・発売されたコンピュータ向けアドベンチャーゲーム作品。

## 概要
元々はGAMEテクノポリス（徳間書店インターメディアのパソコンゲームブランド）から1993年に発売された恋愛シミュレーションゲーム『初恋物語』の劇中作品として登場した。この劇中作品を元に、初恋物語のゲームデザインを担当した古雅が原作を、キャラクターデザイン・原画を担当したまみやが作画を担当する形で、テクノポリス1993年2月号から1年間（1994年1月号＝テクノポリス最終号）に渡って連載が行われた。
この漫画作品を元に、GAMEテクノポリスから1993年12月にPC-9801版が、1994年11月にPCエンジン版（発売：徳間書店インターメディア、販売：徳間ジャパンコミュニケーションズ）が発売された。また、各作品には特典としてドラマCDが封入されているなど、メディア展開も行われていた。
パソコン版で人気を博したアドベンチャーゲーム「電脳天使」がPCエンジンに移植された。パソコン版から2年後という設定のオリジナルストーリーが追加されている。状況に応じて、話す（TALK）、見る（LOOK）、考える（THINK）などを判断するコマンド方式で、操作はマウスにもパッドにも対応している。マルチエンディングは種類が増え、選択次第ではゲームオーバーになることもある。
その後、1997年にセガサターン版として、設定やキャラクターデザイン（足達詩子が担当）を変更した『デジタルアンジュ -電脳天使SS（スパイラルストーリー）-』が発売されており、これを元にしたラジオドラマ（文化放送「氷上恭子のエルステーション」内で放送）が放送されている。

## あらすじ
1982年3月10日に千年に一度の惑星直列が起こり、天変地異が起きると世間では騒ぎになっていた。
3月10日当日は天文現象以外は何事もなく夜明けを迎えたように思えた。だが、実は双子の天使たちが、1999年7月までに果たすべき使命を持って、地上に舞い降りていた。
主人公・英貴也は、道ばたに落ちていたフロッピーディスクを拾い、家のパソコンのブラウザを立ち上げてウェブサイトを見ようとしたとき、謎の美少女が画面に出てきたことに気付く。
その少女はエインデベルと名乗り、自らが重要な使命を帯びた天使だと述べた。

## 登場人物
（）内は担当声優（PC・PCE版/SS版）
英貴也
声：細井治/同左
本作の主人公で、プレイヤーは彼の視点を通じて物語を進めていく。  17歳にして下宿館”英荘”の大家。
フォル（フォルシーニア・サダルスード・ルクバァ）
声：天野由梨/井上喜久子
水瓶座の天使で、4人姉妹の次女。心優しいが、自らの使命を果たすことも考えているため、どこかしら悲しげな笑顔を見せる。
ゲームの序盤でのプレイヤーの選択により、完全体で現れるか否かが決定される。
クレア（クレアリデル・ヴァナント・シャウラ）
声：松下美由紀/沢海陽子
蠍座の天使で4人姉妹の長女にあたる。高飛車なようで、妹思いの性格。
ベル（エインデベル・デネボーラ・レグルス）
声：椎名へきる/橘ひかり
獅子座の天使。4人姉妹の三女にあたり、リアの双子の姉でもある。四姉妹の中で、貴也と最初に接触した。
本名のエインデベルはオランダ語で最後の鐘(einde belle)を意味することばである。
リア（リアムローダ・アルキオネ・ヒアデス）
声：岡本麻弥/吉田古奈美
牡牛座の天使で、4人姉妹の末妹にあたり、ベルの双子の妹でもある。本名であるリアムローダという名前以外にもマリアローダという名前がある。
メル（メルキュール・ティラス・サブロマリン）
声：野上ゆかな/根谷美智子
99番目のベスティアリーダー。
ミリ（ミリネール・ユラナス・サブロマリン）
声：荒木香恵/菊池志穂
98番目のベスティアリーダーで、メルの妹にあたる。
PC・PCE版では黒いアーマーを着た青い髪の少女として描かれている一方、SS版では全く別の服装をした金髪の少女として描かれている。
セフィ（セフィネス・プルゥド・サブロマリン）
声：倉田雅世（SS版のみ）
1番目のベスティアリーダー。SS版にのみ登場する。
ラム（ラムリュア・ナイアデス・レグルス）
声：半場友恵（SS版のみ）
岡田馨子
声：水沢潤（PC・PCE版のみ）
川崎真理
声：鷹森淑乃（PC・PCE版のみ）
名木田先生
声：伊藤美紀（PC・PCE版のみ）
風見双葉
声：雪絵れな（PC・PCE版のみ）
ラオール・レマ・ナイアデス
声：檜山修之/（同左）
フォル2
声：兵藤まこ（PC・PCE版のみ）
アクエリュース
声：兵藤まこ（PC・PCE版のみ）
電脳神リガルード
声：西村知道/大川透

## 用語
ベスティアリーダー
本作における堕天使。人間の本質を天使たちに見せつけ、人間がベスティアかどうかを見極められるようにするという目的を持つが、天使たちが下した最後の審判の内容にかかわらず人間たちを守護する役割も持つ。